# Lamberto Puggelli
Lamberto Puggelli (Milán, 11 de abril de 1938-Trecastagni, 11 de agosto de 2013) fue un director de teatro y ópera italiano.
En 1958 Puggelli se graduó en la Accademia dei filodrammatici en Milán, y en la década de los 69, comenzó su carrera como director de teatro para el Festival de los Dos Mundos de Spoleto. A finales de los sesenta, comenzó a dirigir óperas en Italia.
En los 70, trabajó con el Piccolo Teatro di Milano, al principio como director asistente de Giorgio Strehler aunque firmó algunos de sus trabajos. Dirigió muchas óperas en La Scala. Debutó en 1966 con Turandot de Puccini. Durante muchos años colaboró con el Teatro Stabile di Catania, pasando a ser director artístico en 2007. Dirigió más de 300 trabajos entre prosa y ópera.